# Digital Author Identifier
No sistema de pesquisa dos Países Baixos, o sistema Digital Autor Identificador (DAI) atribui um número único para todos os autores académicos como uma forma de controle de autoridade. O DAI faz um link para as bases de dados PICA em bibliotecas institucionais com o METIS em  sistema de informação nacional de pesquisa atual.
O Identificador Digital de Autor é um número único nacional para todos os autores ativos dentro de uma universidade holandesa, universidade de ciências aplicadas, ou instituto de pesquisa. A DAI é preparada a partir do padrão ISO "ISNI" (International Standard Name Identifier). O DAI junta várias publicações de um autor num grupo, e distingue entre autores com o mesmo nome.

## Outros identificadores de autor
A DAI é parte do programa nacional de infraestrutura de conhecimento. Na comunidade científica, outros identificadores estão em uso, bem como, tais como ORCID, ResearcherID, e ScopusId.
A SURFfoundation tem, em cooperação com a OCLC PICA, criou uma conexão com um Dicionário de Sinônimos de Nomes de Autor Nacionais (NTA) da PICA, que é fornecido e mantido pelas bibliotecas das universidades. Importante para isso é a ligação entre a investigação do sistema de informação de Metis e os repositórios.

## Aplicações
Existem muitas aplicações em potencial para o DAI. As publicações de um autor pode ser recolhidas mais facilmente, mesmo que o autor tenha trabalhado em várias instituições. Quando um autor muda de nome, por exemplo, devido ao casamento, DAI permanece o mesmo, permitindo que qualquer pessoa se encontre em publicações de antes da mudança de nome. Com uma ferramenta de publicação de listas pode ser gerado na base do DAI. Estas publicações são coletados a partir de vários repositórios em instituições científicas dos Países Baixos. Com a DAI, esta informação pode ser integrada em uma única lista.